# Artoria palustris
Artoria palustris là một loài nhện trong họ Lycosidae.
Loài này thuộc chi Artoria. Artoria palustris được Maria Dahl miêu tả năm 1908.